# Malouinière du Colombier
La malouinière du Colombier, ou du Coulombier,  est une malouinière dite aussi château ou manoir, du XVIIIe siècle, située sur la commune de Saint-Malo, dans le quartier de Paramé,
dans le département français d'Ille-et-Vilaine en Bretagne. Propriété privée, elle est devenue un hôtel-restaurant depuis 2007 et ne  se visite pas.

## Localisation
Cette malouinière est située à Paramé, commune rattachée à Saint-Malo en 1967, sur la route C8. entre le village de la Buzardière, à gauche avant la station de dépollution de la Grande Rivière.

## Description

### Jardins
Un bassin servait autrefois de baignoire dans le jardin, et de nombreuses statues venant d'Italie ornaient les jardins, et les bosquets. 32 statues furent retrouvées, brisées, ou très abîmées. Quatre furent conservées dans des niches aménagées dans la façade du château.

### Colombier
Toujours existant au XXIe siècle, il est de forme octogonale, avec un toit en dôme

### Parc et jardins
Les divisions de la cour d’entrée furent supprimées et on en forma une seule pelouse.

## Usage actuel
La malouinière est depuis 2007 transformée en hôtel quatre étoiles de 16 chambres avec un restaurant.

## Propriétaires
Sa famille était originaire de Gascogne, et semble s'être établie dès le XVIe siècle à Saint-Malo
- 1711 - 1747 : Pierre Gris (12 février 1665- Paramé 1747), armateur, commerçant, né le  12 février 1665, marié le 15 mars 1703 avec  Jeanne-Françoise Séré de La Villematerre (9 mai 1882 - 30 janvier 1737), mort dans son château le 2 février 1747, à 82 ans. Le couple eut deux filles. Marie-Hélène Gris (1706-1728), la seconde née en 1706, mariée le 12 septembre 1724, dans la chapelle de la Godelle avec Alain Le Breton de La Plussinais (1697-1778), sieur de la Plussinais qui auront 5 enfants : Pierre-François (1746-1746); Julie-Emmanuel (1748); Françoise Thérèse (1749); Julienne Modeste Jeanne (1753-1820); Jeanne Félicité (1755)[1], dont Marie Jeanne qui suit:
- 1747- Marie-Jeanne Le Breton de La Plussinais (Saint-Malo le 21 mars 1726-Paris le 20 juin 1794), 68 ans, (petite-fille de Pierre Gris) épouse à Saint-Malo, le 8 février 1746 Julien Pierre Jean Éon de Carman (1716-1763)[2], le couple aura 10 enfants dont 5 naîtront à la malouinière. Marie-Jeanne le Breton, née en 1726, mariée à écuyer Julien Pierre Jean Éon (1716-1763), sieur de Carman, hérita du Colombier à la mort de son grand-père. Il eut avec son épouse Thérèse, marié à Malo Jean Le Breton, dont postérité, veuve elle convole en secondes noces le 10 février 1789 avec François Joseph de Blottefière. C'est de son mariage avec Éon de Carman que leur fille Julienne Modeste Jeanne Éon de Carman hérite de la propriété, et épousa à Paramé le 7 juillet 1789 Jean du  Pouget de ce mariage naquit une fille Julie du Pouget (v.1790-23 décembre 1863) qui porta le domaine dans la famille de Louis du Cargouët[3]De cette union naquit également une fille Léocardie Armande du Pouget qui épousa Paul Jean Marie de Cargouët de Rauléon (1817) de cette union naquirent deux garçons, Georges Paul Louis de Rauléon, qui épousa Caroline de Lafaye 1862, le couple eut deux garçons Jehan (1884) et Yves (1886-1963). Le deuxième garçon, Henri de Cargouët qui épousa en 1880 Thérèse Brooks (1856-1939), eurent également un garçon: Hervé de Cargouët (1880-1949)

- 1881: Lors du partage de 1881, la comtesse du Cargouët, attribua le Colombier à son fils, le comte Georges de Cargouët de Ranléon, qui le vendit, en octobre 1886, à madame Quemper de Lanascol; elle-même le laissa aux alentours de  1892 à monsieur Quemper de Lanascol, qui par la suite le céda à madame Quantin et finalement, il fut acheté, vers 1900, par le Vicomte Alphonse de Saint-Meleuc.

- Le domaine fut acheté en 1992  par la famille Lemarié puis revendu en 2007 à un couple de restaurateurs-hôteliers.

## Armoiries
- Armoiries de la famille Gris : «  D’azur au lion d’or, accompagnée En chef de 2 étoiles d’argent ».
- Armoiries de la famille du Cargouët :«  d’argent à 3 fleurs de lys de gueules. ».
- Armoiries de la famille d'Éon : « D'argent au lion de sable' »
- Armoiries de la famille Du Pouget : « D’or au chevron d’azur accompagné en pointe de six tourteaux de sinople. »
- Armoiries de la famille Quemper de Lanascol : « D’argent au léopard de sable accompagné en chef de 3 coquilles rangées de même. »
- Armoiries de la famille De Saint-Meleuc : « De gueules à 10 rose d’or 4 3.2.2.1. »